# Moulin de Đorđe Trifunović à Melnica
Le moulin de Đorđe Trifunović à Melnica (en serbe cyrillique : Воденица Ђорђа Трифуновића у Мелници ; en serbe latin : Vodenica Đorđa Trifunovića u Melnici) est un moulin à eau situé à Melnica, dans la municipalité de Petrovac na Mlavi et dans le district de Braničevo, en Serbie. Il est inscrit sur la liste des monuments culturels protégés de la république de Serbie (identifiant no SK 828).

## Présentation
Le moulin est situé sur la rivière Melnica, à environ 800 m du centre du village. Il a été construit dans la première moitié du XIXe siècle et son premier propriétaire a été Paulj Matejić, un voïvode du premier soulèvement serbe contre les Ottomans, qui est devenu particulièrement célèbre après la bataille du mont Čegar en 1809.
Le moulin est constitué d'un rez-de-chaussée et d'un étage. De plan rectangulaire, il mesure 8,30 m sur 5,80. Ses fondations sont en pierres brutes et les murs du rez-de-chaussée et de l'étage sont massifs ; ils sont construits en blocs de grès rouge de 0,65 m d'épaisseur ; le toit à quatre pans est recouvert de tuiles.
Au rez-de-chaussée se trouve le moulin proprement dit avec deux meules et une pièce pour le meunier. L'étage, qui servait de lieu d'habitation pour le propriétaire, est constitué de la « kuća », c'est-à-dire la « maison » au sens restreint du terme, où se trouve le foyer, ainsi que d'une autre pièce.
Dans cette partie de la Serbie, le moulin de Đorđe Trifunović représente un exemple unique d'un bâtiment abritant à la fois un moulin et une maison.
Jusqu'à récemment, grâce au caractère massif de la construction, l'ensemble était relativement bien conservé ; en revanche, le toit s'est effondré et le bâtiment se détériore rapidement.